# Zvornička tvrđava
Zvornička tvrđava, Zvornički stari grad, Đurđev grad, Stari grad Zvornik) nastao je vjerojatno u vrijeme kada se na Drini ustalila granica između Srbije i Bosne, tj. u drugoj polovini 13. ili na početku 14. stoljeća kada ovim krajevima gospodari kralj Srbije Dragutin. Podignut je na pogodnom mjestu gdje Drina polako izlazi u plodnu ravnicu i gdje su od davnina prolazili i križali se važni putovi (posebno za Dubrovnik i Vrhbosnu i dolinom Drine do njenog ušća pa dalje za Sirmium (danas Srijemska Mitrovica).
To je doprinijelo da se grad Zvornik razvije kao jedan od značajnijih trgovačkih središta.

## Struktura
Na mjestu današnjeg Zvornika nekada se nalazila cesta, dok je čitav srednjovjekovni grad bio smješten u ovoj utvrdi. Činila su ga tri međusobno povezana dijela.
Donji grad koji je pored magistralne ceste Zvornik — Sarajevo. Sastavni mu je dio bedem, čijim dijelom prolazi ta prometnica. Zvorničani su ovaj "tunel" prozvali Gradska kapija, jer se na tom mjestu nalazila kapija kroz koju se ulazilo s ceste i kretalo prema tvrđavi.
Srednji grad predstavlja najstariju zgradu ove utvrde. Gradska je kapija preko ovog dijela bila zidom povezana s najvišim dijelom utvrde. Bile su sagrađene i tri kule, od kojih je najveća i najpoznatija Bijela kula, visoka 20 metara, koja se i danas nalazi u ovom, središnjem dijelu. Po ovim trima kulama, poslije je cijelo naselje nazvano Kula Grad.
Gornji grad je smješten na privlačnom mjestu, s kojeg se pruža pogled na Zvornik, Zvorničko jezero i rijeku Drinu. Do Gornjega se grada stiže pješačkom stazom, s koje se također može vidjeti panorama gradske jezgre. Gornji grad je na oko 407 metara nadmorske visine.